# Philippe Geubels
Philippe Geubels (Dendermonde, 15 april 1981) is een Belgisch (Vlaamse) standup-comedian, programmamaker en presentator. Bij het grote publiek werd hij bekend toen hij in 2007 in de finale stond van Comedy Casino Cup, een programma van de Vlaamse televisiezender Canvas. Kenmerkend voor zijn presentatie is zijn nasale en langzame manier van spreken.

## Vroege jaren
Geubels zat aanvankelijk in het Algemeen secundair onderwijs, maar stapte over naar de Hotelschool. Tijdens zijn studie werkte Geubels onder andere als verkoper. Door deze werkzaamheden kon Geubels zijn pleinvrees overwinnen.

## Carrière

### Start
Zijn interesse voor standup-comedy werd gewekt nadat een collega hem een dvd van Hans Teeuwen liet zien. Enthousiast besloot Geubels een workshop "123 Comedy Club" te volgen, waar hij naar eigen zeggen vooral leerde wat hij niét moest doen. In 2006 nam Geubels deel aan de Lunatic Comedy Award, een wedstrijd voor beginnende komieken, georganiseerd door The Lunatic Comedy Club.  In de finale op 1 december versloeg hij Xander De Rycke en Joost Van Hyfte, waardoor hij de vijfde winnaar werd van deze tweejaarlijkse wedstrijd. Bert Kruismans (1998), Gunter Lamoot (2000), Lieven Scheire (2002) en Sven Eeckman (2004) gingen hem voor.

### De Slimste Mens ter Wereld
Hij nam twee keer deel aan De Slimste Mens ter Wereld, één keer in 2008 en één keer in 2019. Van 2009 tot 2018 en vanaf 2020 tot heden is hij een van de vaste juryleden van De Slimste Mens ter Wereld.

### M!LF
In maart 2009 kwam hij samen met Jan Van Looveren op de proppen met een televisieprogramma Man! Liberation Front (M!LF), het programma was te zien op 2BE en op Veronica. Het thema van het programma is het begrip "nieuwe man", en de twee presentatoren gaan voor het studiopubliek en met filmpjes humoristisch, maar soms met een ernstige ondertoon, op zoek naar de "echte man".
Het eerste seizoen telde negen afleveringen en was succesvol, daarom ging op 8 maart 2010 het tweede seizoen van start.

### Dr. Livingstone
In april 2011 raakte bekend dat Philippe Geubels een uithangbord werd van de nieuwe zender VIER. Het eerste programma dat hij maakte was het reisprogramma Dr. Livingstone. Hierin reisde hij samen met Martin Heylen af naar Afrika, Heylen vertrok echter in Kaapstad, hijzelf in Caïro. De twee zouden elkaar treffen in Ujiji, net zoals David Livingstone en Henry Morton Stanley dat deden in 1871.

### Geubels en de Belgen
In de herfst van 2013 kreeg Geubels zijn eigen programma op VIER met de naam Geubels en de Belgen. Het programma is een kopie van het Britse programma John Bishop's Britain. Geubels vertelt in een onemanshow, aangevuld met illustrerend beeldmateriaal, hoe de Belgen leven. Elke aflevering draait rond een specifiek thema.
Op 11 september 2014 startte het tweede seizoen van het programma.

### Geubels en de idioten
Vanaf 10 september 2015 presenteerde Geubels een seizoen van het programma Geubels en de Idioten op de Vlaamse zender VIER met aan zijn zijde Pedro Elias en Sarah Vandeursen.

### Overstap naar Eén
In 2017 tekende hij een vierjarig exclusiviteitscontract bij Eén, waar hij om te beginnen Taboe presenteerde.

### Is er een dokter in de zaal?
Sinds 2 mei 2019 presenteert Geubels de humoristische medische panelquiz Is er een dokter in de zaal? op Eén.  Op 5 maart 2020 startte het tweede seizoen van het programma. Vanaf 2 september 2021 werd het derde seizoen uitgezonden.
Geubels presenteert ook de Nederlandse versie van deze quiz op RTL 4.  Het eerste seizoen van die quiz ging van start op 24 januari 2019, het tweede seizoen op 2 januari 2020. 

### Geub
In 2019 was Geubels te zien in het fictieprogramma Geub. De serie stond sinds het voorjaar op Play More en was in september te zien op Eén.

### Geubels en de Hollanders
In de herfst van 2020 was Geubels te zien op Eén met Geubels en de Hollanders, waarin hij in een stand-upshow afgewisseld met beeldmateriaal de spot dreef met de gekke gewoonten en eigenaardigheden van de Nederlanders. Elke aflevering draaide rond een specifiek thema. Het programma was gebaseerd op het Britse programma John Bishop's Britain en is vergelijkbaar met Geubels en de Belgen dat hij in 2013 op VIER presenteerde.

### Hotel Römantiek
Sinds 2022 presenteert hij mee het koppelprogramma voor 65-plussers, Hotel Römantiek, dat uitgezonden wordt op VRT 1. 

### Ik heb het u letterlijk juist gezegd
Vanaf september 2023 presenteert hij op zondagavond op VRT 1 de ludieke quiz Ik heb het u letterlijk juist gezegd waarin kandidaten vragen krijgen over onderwerpen die doorheen het programma aan bod kwamen. Een team van vragenstellers onder leiding van Jade Mintjens stelt terplekke vragen op, Geubels doorspekt de quiz met comedy.

### Overig
- 2008 : Hij deed mee aan het zevende seizoen van de De Slimste Mens ter Wereld, hij speelde in zijn aflevering tegen Bart Cannaerts en Christophe Deborsu. Hij werd na slechts één aflevering uitgespeeld. Vanaf het achtste seizoen zit hij wel regelmatig in de jury.
- 2009-2011 : In februari presenteerde hij samen met Guy Mortier Humo's Pop Poll.
- 2010 : In september trad hij op als dj op Laundry Day (het bekende electrofestival op het Zuid in Antwerpen) als "Philippe Geubels & De Foute Ronny's".
- 2012 : Vanaf dit seizoen presenteerde hij Humo's Pop Poll alleen.
- 2012 : Hij verscheen als bewaker in de videoclip van Ze lijkt net niet op jou, een nummer uit het album 'Sterker' van Nick & Simon.
- 2013 : Hij was te zien als pastoor in de film Los Flamencos.
- 2014 : Hij was te zien in de film K3 Dierenhotel, waarin hij de rol van Danny vertolkt.
- 2014 : Hij zat geregeld in spelprogramma's als Mag ik u kussen? (zowel Vlaamse als Nederlandse versie), Een Laatste Groet, Scheire en de schepping en Comedy Casino.
- 2015 : Vanaf 20 februari interviewde Geubels in het Nederlandse BNN-programma Uitzonderlijk Vervoer verschillende BN'ers in de auto.
- 2016: In 2016 was Phillipe Geubels ook eenmalig te zien in het komische programma Advocaat van de Duivel. Een programma destijds uitgezonden op de zender 2BE. Philippe Geubels was 1 van de 14 advocaten in dit programma en was te zien in de tweede aflevering.
- 2016-2017 : Van 2016 tot en met 2017 was Geubels twee seizoenen als teamleider te zien in het RTL 4-programma Het zijn net mensen.[2]
- 2016-2018 : Van februari 2016 tot en met maart 2018 was Geubels regelmatig als vast panellid te zien in het RTL 4-programma Beste Kijkers.
- 2019 : Op 15 april, zijn 38ste verjaardag, mocht Geubels op audiëntie bij koning Filip die eveneens op 15 april jarig is.[3]
- 2019 : Bij zijn tweede deelname aan De Slimste Mens ter Wereld hield hij het in het zeventiende seizoen vijf afleveringen vol en schopte het daarmee tot in de finaleweken, waar hij op de zesde plaats strandde.
- 2020 : Hij was een van de acht bekende Vlamingen en 32 topsporters die deelnamen aan De Container Cup op VIER.
- 2021 : Philippe was een van de gasten bij James de musical, gepresenteerd door James Cooke.
- 2023 : Samen met Jeroom Snelders presenteerde hij de Nederlandse versie van LOL: Last One Laughing.
- 2024: In januari wordt zijn zaalshow Geubels gaat in bad live uitgezonden op VRT 1. Hij is hiermee de eerste comedian in België.[4]

## Persoonlijk
Geubels is getrouwd met Leen Corluy die jarenlang een poezenhotel bezat in Boechout. Samen hebben ze een dochter. 

## Zaalshows
- 2009 : Droog
- 2011 : Hoe moet het nu verder?
- 2013 : Made in Belgium
- 2016 : Gabbers - Live in ZiggoDome (Met Jandino Asporaat, Roué Verveer en Guido Weijers)
- 2016 : Bedankt voor alles, onder meer vier keer in Carré, Amsterdam (t/m 2018)
- 2017 : Gabbers 2 - Live in ZiggoDome (Met Jandino Asporaat, Roué Verveer en Guido Weijers)

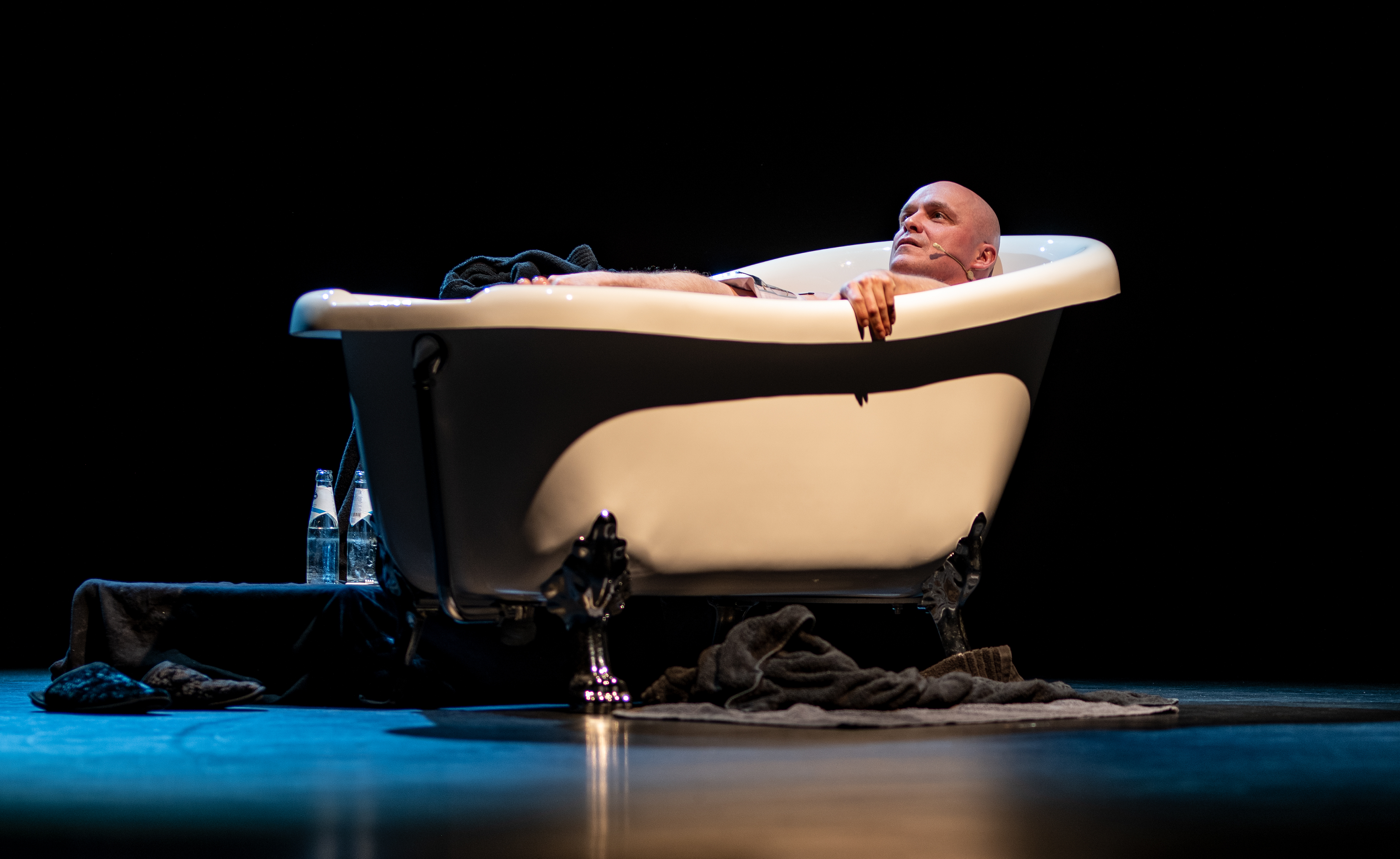
Philippe Geubels tijdens zijn show "Geubels gaat in bad"

- 2022 : Geubels gaat in bad